# Woman Is the Earth
Woman Is the Earth ist eine US-amerikanische Metal-Band, die sich 2009 in South Dakota gründete und in ihrer Musik hauptsächlich mit Elementen des Black Metals arbeitet.

## Geschichte
Woman Is the Earth wurde im Jahr 2007 in South Dakota gegründet und besteht aus Sänger Jon Martin, welcher außerdem neben Andy Martin auch an der E-Gitarre zu hören ist, und dem Schlagzeuger Jarrod Hattervig. Zwei Jahre nach der Bandgründung erschien mit Of Dirt das erste Album, das in Eigenregie aufgenommen, produziert und veröffentlicht wurde.
Nach einer Unterschrift bei der deutschen Plattenfirma Eisenwald Tonschmiede, welche auch Alben von Gruppen aus dem National-Socialist-Black-Metal-Umfeld wie Infaust produziert und veröffentlicht hat bzw. im Labelshop zum Verkauf anbietet, veröffentlichte Woman Is the Earth das Nachfolgewerk This Place That Contains My Spirit als Neuauflage. 2014 wurde mit Depths das dritte Album herausgebracht, woraufhin zwei Jahre später das vierte Album Torch of Our Final Night folgte. Beide Alben erschienen über Init Records.

## Musik
Die Musik von Woman Is the Earth wird als atmosphärischer Black Metal mit Einschüben aus dem Post-Rock beschrieben ohne jedoch als Abklatsch von Wolves in the Throne Room zu wirken. Die Musiker sehen sich als Teil der naturverbundenen Black-Metal-Szene des Cascadian Black Metal, welches zunächst durch Wolves in the Throne Room auf regionaler Ebene eingeführt wurde und inzwischen als Begriff für ein ganzes Subgenre fungiert. Im Vergleich zu den genannten Wolves in the Throne Room arbeiten Woman Is the Earth vermehrt mit ambientlastigen Passagen. Die Musiker selbst haben ihre Wurzeln im Punk und Grindcore. In einem Interview mit dem Convival Hermit Magazine erklärte Jon Martin, dass das Album Torch of Our Final Night musikalische Ideen des Grindcore aufgreife.
Inspirieren lasse sich die Gruppe neben den genannten Wolves in the Throne Room außerdem von Skagos und Alda. Die Lieder der Gruppe weisen zumeist eine Länge zwischen sechs und knapp zehn Minuten auf.

## Diskografie
- 2009: Of Dirt (Album, CD, Eigenvertrieb)
- 2012: This Place That Contains My Spirit (Album, CD, Eigenvertrieb; MC, Wulfrune Worxxx; LP, Init Records; Wiederveröffentlichung 2014 über Eisenwald Tonschmiede)
- 2014: Depths (Album, CD/LP/MC, Init Records)
- 2016: Torch of Our Final Night (Album, CD/12"-Vinyl/MC, Init Records)
- 2017: Thaw (EP, CD/12"-Vinyl/MC, Init Records)
- 2021: Dust of Forever (Album, Init Records)